# Torneo Città di Arco
Il Torneo Città di Arco - Beppe Viola, conosciuto anche come Torneo Arco di Trento,  è un torneo calcistico a cui partecipano formazioni under 17 del panorama italiano ed internazionale. Ha cadenza annuale. La sua prima edizione fu organizzata nel 1972 da Franco Viola, ex allenatore e poi dirigente dell'Olimpia Calcio. Il torneo è organizzato dall'Unione Sportiva Arco e si svolge nell'omonima città, in provincia di Trento. Dal 1983, anno successivo alla morte dello scrittore e giornalista sportivo Beppe Viola, il trofeo è stato intitolato alla sua memoria.

## Albo d'oro
| Anno | Vincitrice        | Seconda               | Terza                 |
| ---- | ----------------- | --------------------- | --------------------- |
| 1972 | Verona            | Inter                 | -                     |
| 1973 | Verona            | Inter                 | -                     |
| 1974 | Lanerossi Vicenza | Verona                | -                     |
| 1975 | Rappr. Lombardia  | Rappr. Trentino A. A. | Rappr. Emilia-Romagna |
| 1976 | Fiorentina        | Atalanta              | Torino                |
| 1977 | Verona            | Bayern Monaco         | Fiorentina            |
| 1978 | Bologna           | Cesena                | Verona                |
| 1979 | Lanerossi Vicenza | Bologna               | Cesena                |
| 1980 | Lanerossi Vicenza | Brescia               | Cesena                |
| 1981 | Cesena            | Fiorentina            | Lanerossi Vicenza     |
| 1982 | Fiorentina        | Ascoli                | Rovereto              |
| 1983 | Juventus          | Lazio                 | Verona                |
| 1984 | Juventus          | Roma                  | Inter                 |
| 1985 | Milan             | Roma                  | Juventus              |
| 1986 | Milan             | Sampdoria             | Juventus              |
| 1987 | Fiorentina        | Bayern Monaco         | Milan                 |
| 1988 | Milan             | Roma                  | Torino                |
| 1989 | Fiorentina        | Sampdoria             | Torino                |
| 1990 | Fiorentina        | Torino                | Inter                 |
| 1991 | Juventus          | Lazio                 | Napoli                |
| 1992 | Napoli            | Juventus              | Milan                 |
| 1993 | Torino            | Juventus              | Milan                 |
| 1994 | Roma              | Milan                 | Inter                 |
| 1995 | Genoa             | Cagliari              | Parma                 |
| 1996 | Juventus          | Torino                | Roma                  |
| 1997 | Napoli            | Parma                 | Torino                |
| 1998 | Roma              | Chievo                | Napoli                |
| 1999 | Inter             | Sampdoria             | Lazio                 |
| 2000 | Milan             | Inter                 | Napoli e Parma        |
| 2001 | Roma              | Parma                 | Lazio e Napoli        |
| 2002 | Milan             | Fiorentina            | Parma e Napoli        |
| 2003 | Chievo            | Salernitana           | Juventus e Lazio      |
| 2004 | Milan             | Roma                  | Inter e Ajax          |
| 2005 | Roma              | Atalanta              | Juventus e Canada     |
| 2006 | Atalanta          | Juventus              | Milan e Lazio         |
| 2007 | Juventus          | Milan                 | Lazio e Chievo        |
| 2008 | Atalanta          | Parma                 | Juventus e Roma       |
| 2009 | Atalanta          | Fiorentina            | Milan e Lazio         |
| 2010 | Roma              | Fiorentina            | Lazio e Parma         |
| 2011 | Inter             | Torino                | Fiorentina e Roma     |
| 2012 | Inter             | Napoli                | Lazio e Atalanta      |
| 2013 | Verona            | Lazio                 | Roma e Napoli         |
| 2014 | Juventus          | Chievo                | Roma e Milan          |
| 2015 | Juventus          | Verona                | Parma e Nordsjælland  |
| 2016 | Atalanta          | Chievo                | Roma e Juventus       |
| 2017 | Atalanta          | Partizan              | Inter e Roma          |
| 2018 | Torino            | Bologna               | Sampdoria e Chievo    |
| 2019 | Atalanta          | Milan                 | Parma e Chievo        |

## Vittorie per squadra
| N° | Squadra                                      |
| -- | -------------------------------------------- |
| 7  | Juventus                                     |
| 6  | Milan Atalanta                               |
| 5  | Fiorentina Roma                              |
| 4  | Verona                                       |
| 3  | Inter Lanerossi Vicenza                      |
| 2  | Napoli Torino                                |
| 1  | Bologna Cesena Genoa Chievo Rappr. Lombardia |

## Premi speciali

### Capocannoniere
| Anno | Atleta                 | Squadra  |
| ---- | ---------------------- | -------- |
| 2000 | Davide Enna            | Inter    |
| 2001 | Denis Boshnjaku        | Lazio    |
| 2002 | Thiago Alves Medeiros  | Parma    |
| 2003 | Michele Paolucci       | Juventus |
| 2004 | Carlo Roberto Giuliani | Roma     |
| 2005 | Stefano Okaka          | Roma     |
| 2006 | Michele Marconi        | Atalanta |
| 2007 | Tomas Terranova        | Parma    |
| 2008 | Simone Zaza            | Atalanta |
| 2009 | Leonardo Gatto         | Atalanta |
| 2010 | Simone Ganz            | Milan    |
| 2011 | Giovanni Terrani       | Inter    |
| 2012 | Roberto Ogunseye       | Inter    |
| 2013 | Anastasios Donis       | Juventus |
| 2014 | Bismark Ngissah        | Chievo   |
| 2015 | Fabio Morselli         | Juventus |
| 2016 | Levente Szabo          | Atalanta |
| 2017 | Valerio Labriola       | Napoli   |
| 2018 | Amad Diallo            | Atalanta |

### Miglior giocatore (Coppa Alberto D'Aguanno)
| Anno | Atleta              | Squadra     |
| ---- | ------------------- | ----------- |
| 2000 | Salvatore Astarita  | Inter       |
| 2001 | Alessandro Rosina   | Parma       |
| 2002 | Walter Pugliese     | Siena       |
| 2003 | Alessandro Da Cruz  | Salernitana |
| 2004 | Giulio Molle        | Roma        |
| 2005 | Matteo Scozzarella  | Atalanta    |
| 2006 | Cristian Pasquato   | Juventus    |
| 2007 | Simone Esposito     | Juventus    |
| 2008 | Lorenzo Galassi     | Parma       |
| 2009 | Daniel Kofi Agyei   | Fiorentina  |
| 2010 | Mirko Barbero       | Fiorentina  |
| 2011 | Andrea Bandini      | Inter       |
| 2012 | Riccardo Gaiola     | Inter       |
| 2013 | Lorenzo Condemi     | Lazio       |
| 2014 | Stefano Pellini     | Juventus    |
| 2015 | Andrea Badan        | Verona      |
| 2016 | Emmanuel Latte Lath | Atalanta    |
| 2017 | Jovan Kokir         | Partizan    |
| 2018 | Simone Rabbi        | Bologna     |
| 2019 | Lukáš Vorlický      | Atalanta    |

### Premio Fairplay
Dal 2005 viene assegnato anche il premio al giocatore o alla squadra che si sono particolarmente distinti per fairplay, il premio è intitolato Graziano Vivori, dirigente del Basso Sarca scomparso nel 1995.
| Anno | Vincitore                      |
| ---- | ------------------------------ |
| 2005 | Dario D'Ambrosio (Salernitana) |
| 2006 | Alessandro Rossi (Juventus)    |
| 2007 | Inter                          |
| 2008 | JEF United                     |
| 2009 | Napoli                         |
| 2010 | Lecce                          |
| 2011 | Inter                          |
| 2012 | Reggina                        |
| 2013 | U.S. Arco 1895                 |
| 2014 | Rappresentativa Trentino       |
| 2015 | Atalanta                       |
| 2016 | Atalanta                       |

### L'allenatore dei sogni
L'allenatore dei sogni è un riconoscimento calcistico istituito nel 1992.
Promosso dall'AIAR regionale del Trentino-Alto Adige, il premio è riservato agli allenatori di calcio, ed è assegnato dai ragazzi della categoria Allievi partecipanti al Torneo Città di Arco.
| Anno | Vincitore            | Club       |
| ---- | -------------------- | ---------- |
| 1992 | Giovanni Trapattoni  | Juventus   |
| 1993 | Marcello Lippi       | Atalanta   |
| 1994 | Luigi Simoni         | Cremonese  |
| 1995 | Nevio Scala          | Parma      |
| 1996 | Zdeněk Zeman         | Lazio      |
| 1997 | Francesco Guidolin   | Vicenza    |
| 1998 | Alberto Zaccheroni   | Udinese    |
| 1999 | Carlo Mazzone        | Bologna    |
| 2000 | Fabio Capello        | Roma       |
| 2001 | Serse Cosmi          | Perugia    |
| 2002 | Luigi Delneri        | Chievo     |
| 2003 | Roberto Mancini      | Lazio      |
| 2004 | Carlo Ancelotti      | Milan      |
| 2005 | Luciano Spalletti    | Udinese    |
| 2006 | Cesare Prandelli     | Fiorentina |
| 2007 | Delio Rossi          | Lazio      |
| 2008 | Claudio Ranieri      | Juventus   |
| 2009 | Gian Piero Gasperini | Genoa      |
| 2010 | Massimiliano Allegri | Cagliari   |
| 2011 | Walter Mazzarri      | Napoli     |
| 2012 | Antonio Conte        | Juventus   |
| 2013 | Vincenzo Montella    | Fiorentina |
| 2014 | Gian Piero Ventura   | Torino     |
| 2015 | Eusebio Di Francesco | Sassuolo   |
| 2016 | Maurizio Sarri       | Napoli     |
| 2017 | Rolando Maran        | Chievo     |
| 2018 | Davide Ballardini    | Genoa      |